# PEC Zwolle '82 in het seizoen 1987/88
Het seizoen 1987/1988 was het 77e jaar in het bestaan van de Zwolse voetbalclub PEC Zwolle '82. De club kwam uit in de Eredivisie. Ook werd deelgenomen aan het toernooi om de KNVB beker.

## Wedstrijdstatistieken

### Eredivisie 1987/88
| 1e speelronde | PEC Zwolle '82                                                                                                   | 2 - 0 (1 - 0) | VVV | Opstelling PEC Zwolle '82: |
| 14 augustus 1987 Plaats: Zwolle Oosterenkstadion Toeschouwers: 5.000 Scheidsrechter: Chris Verhoef               | Peter van der Waart 12' Edwin van Ankeren 90'                                                                    |               | | Abma, Leusink, Kamstra, Van Buuren, De Meijer, Yücedağ (68' Patrick), Booy, Cooke, Van Ankeren, Van der Waart, Verschoor (53' Buisman) Van der Waart |
| 2e speelronde | Feyenoord | 0 - 1 (0 - 0) | PEC Zwolle '82                                                                                                | Opstelling PEC Zwolle '82: |
| 19 augustus 1987 Plaats: Rotterdam Stadion Feijenoord Toeschouwers: 11.744 Scheidsrechter: Jan Hobé              | |               | 79' Peter van der Waart                                                                                       | De Meijer, Van der Waart |
| 3e speelronde | PEC Zwolle '82                                                                                                   | 1 - 4 (0 - 1) | Willem II | Opstelling PEC Zwolle '82: |
| 22 augustus 1987 Plaats: Zwolle Oosterenkstadion Toeschouwers: 6.000 Scheidsrechter: Jaap van der Niet           | Mustafa Yücedağ 64'                                                                                              |               | 44' Hans Werdekker 55' Mark Farrington 59' Bud Brocken 85' Bud Brocken                                        | |
| 4e speelronde | FC Den Bosch '67                                                                                                 | 1 - 1 (0 - 1) | PEC Zwolle '82                                                                                                | Opstelling PEC Zwolle '82: |
| 26 augustus 1987 Plaats: 's-Hertogenbosch Stadion De Vliert Toeschouwers: 4.000 Scheidsrechter: Arie de Munnik   | Henk Grim 56' |               | 20' Peter van der Waart                                                                                       | |
| 5e speelronde | FC Haarlem | 0 - 2 (0 - 1) | PEC Zwolle '82                                                                                                | Opstelling PEC Zwolle '82: |
| 29 augustus 1987 Plaats: Haarlem Haarlemstadion Toeschouwers: 2.500 Scheidsrechter: Frans Houben                 | |               | 30' Mustafa Yücedağ 76' Mustafa Yücedağ                                                                       | |
| 6e speelronde | PEC Zwolle '82                                                                                                   | 1 - 0 (1 - 0) | FC Groningen                                                                                                  | Opstelling PEC Zwolle '82: |
| 5 september 1987 Plaats: Zwolle Oosterenkstadion Toeschouwers: 8.000 Scheidsrechter: Bep Thomas                  | Peter van der Waart 30'                                                                                          |               | | Abma, Veldwijk, Van Buuren, Kamstra, Leusink, Patrick, Booy, Yücedağ, Post (59' Van Ankeren), Van der Waart, Cooke (70' Buisman) Van Buuren          |
| 7e speelronde | AZ | 2 - 2 (1 - 2) | PEC Zwolle '82                                                                                                | Opstelling PEC Zwolle '82: |
| 12 september 1987 Plaats: Alkmaar Alkmaarderhout Toeschouwers: 3.000 Scheidsrechter: Cees Bakker                 | Nico Jalink 9' Nico Jalink 85'                                                                                   |               | 2' Peter van der Waart 38' Jerry Cooke                                                                        | |
| 8e speelronde | PEC Zwolle '82                                                                                                   | 0 - 3 (0 - 0) | Roda JC | Opstelling PEC Zwolle '82: |
| 18 september 1987 Plaats: Zwolle Oosterenkstadion Toeschouwers: 4.500 Scheidsrechter: Wim Egbertzen              | |               | 71' Alfons Groenendijk 84' Manuel Sanchez Torres 87' Huub Smeets                                              | Veldwijk |
| 9e speelronde | Sparta | 0 - 0         | PEC Zwolle '82                                                                                                | Opstelling PEC Zwolle '82: |
| 27 september 1987 Plaats: Rotterdam Spartastadion Het Kasteel Toeschouwers: 3.000 Scheidsrechter: Jef van Vliet  | |               | | |
| 10e speelronde                                                                                                   | PEC Zwolle '82                                                                                                   | 2 - 1 (1 - 0) | DS '79 | Opstelling PEC Zwolle '82: |
| 2 oktober 1987 Plaats: Zwolle Oosterenkstadion Toeschouwers: 3.000 Scheidsrechter: Eltjo Bulthuis                | Harry Buisman 8' Peter van der Waart 57'                                                                         |               | 81' Gerrie Slagboom                                                                                           | Abma, Leusink, Kamstra, Van Buuren, Duim, Booy, Yücedağ, De Meijer (69' Patrick), Pelleboer, Van der Waart, Buisman (86' Veldwijk) Leusink           |
| 11e speelronde                                                                                                   | PSV | 5 - 1 (2 - 1) | PEC Zwolle '82                                                                                                | Opstelling PEC Zwolle '82: |
| 17 oktober 1987 Plaats: Eindhoven Philips Stadion Toeschouwers: 21.500 Scheidsrechter: Mario van der Ende        | Gerald Vanenburg 3' Ronald Koeman 40' Hans Gillhaus 59' Eric Viscaal 62' Eric Viscaal 86'                        |               | 45' Mustafa Yücedağ                                                                                           | Van Buuren, Kamstra |
| 12e speelronde                                                                                                   | PEC Zwolle '82                                                                                                   | 1 - 2 (0 - 0) | FC Twente | Opstelling PEC Zwolle '82: |
| 23 oktober 1987 Plaats: Zwolle Oosterenkstadion Toeschouwers: 5.000 Scheidsrechter: John Blankenstein            | Mustafa Yücedağ 63'                                                                                              |               | 73' Marco Roelofsen 90' Pieter Huistra                                                                        | |
| 13e speelronde                                                                                                   | FC Utrecht | 2 - 2 (0 - 2) | PEC Zwolle '82                                                                                                | Opstelling PEC Zwolle '82: |
| 30 oktober 1987 Plaats: Utrecht Stadion Galgenwaard Toeschouwers: 3.000 Scheidsrechter: Roelof Luinge            | Henk Fraser 63' Rob Alflen 77'                                                                                   |               | 18' Mustafa Yücedağ 43' Bert de Meijer                                                                        | Kamstra |
| 14e speelronde                                                                                                   | PEC Zwolle '82                                                                                                   | 1 - 0 (0 - 0) | FC Den Haag                                                                                                   | Opstelling PEC Zwolle '82: |
| 11 november 1987 Plaats: Zwolle Oosterenkstadion Toeschouwers: 2.500 Scheidsrechter: Ignace van Swieten          | Henry Pelleboer 82'                                                                                              |               | | |
| 15e speelronde                                                                                                   | Ajax | 6 - 4 (2 - 2) | PEC Zwolle '82                                                                                                | Opstelling PEC Zwolle '82: |
| 21 november 1987 Plaats: Amsterdam Stadion De Meer Toeschouwers: 6.000 Scheidsrechter: Ben Kempers               | Dennis Bergkamp 36' John Bosman (pen) 38' Dennis Bergkamp 61' Aron Winter 64' Ronald de Boer 81' John Bosman 84' |               | 32' Edwin van Ankeren 37' Edwin van Ankeren 73' Wilco van Buuren 79' Fred Patrick                             | Veldwijk, Van Ankeren |
| 16e speelronde                                                                                                   | PEC Zwolle '82                                                                                                   | 0 - 0         | Fortuna Sittard                                                                                               | Opstelling PEC Zwolle '82: |
| 27 november 1987 Plaats: Zwolle Oosterenkstadion Toeschouwers: 4.000 Scheidsrechter: Ab Schuurmans               | |               | | |
| 17e speelronde                                                                                                   | FC Volendam | 3 - 1 (1 - 0) | PEC Zwolle '82                                                                                                | Opstelling PEC Zwolle '82: |
| 6 december 1987 Plaats: Volendam Veronicastadion Toeschouwers: 2.500 Scheidsrechter: Eltjo Bulthuis              | Johan Steur 19' Gert-Jan Duif 53' Ab Plugboer 64'                                                                |               | 87' Wilco van Buuren                                                                                          | De Meijer, Abma |
| 18e speelronde                                                                                                   | VVV | 5 - 0 (1 - 0) | PEC Zwolle '82                                                                                                | Opstelling PEC Zwolle '82: |
| 18 december 1987 Plaats: Venlo De Koel Toeschouwers: 7.500 Scheidsrechter: Martin Bannet                         | René Eijer 7' Jos Luhukay 46' John Lammers 53' Frank Berghuis 65' René Eijer 79'                                 |               | | |
| 19e speelronde                                                                                                   | PEC Zwolle '82                                                                                                   | 1 - 1 (0 - 0) | Feyenoord | Opstelling PEC Zwolle '82: |
| 15 januari 1988 Plaats: Zwolle Oosterenkstadion Toeschouwers: 7.500 Scheidsrechter: Jef van Vliet                | Peter van der Waart 55'                                                                                          |               | 56' Mario Been                                                                                                | Abma, Veldwijk, Kamstra (71' Duim), Van Buuren, Leusink, Booy, Yücedağ, De Meijer (48' Patrick), Van Ankeren, Van der Waart, Cooke                   |
| 20e speelronde                                                                                                   | Willem II | 3 - 1 (1 - 1) | PEC Zwolle '82                                                                                                | Opstelling PEC Zwolle '82: |
| 23 januari 1988 Plaats: Tilburg Gemeentelijk Sportpark Toeschouwers: 5.000 Scheidsrechter: Hans Reygwart         | Guus van der Borgt 12' Hans Werdekker 56' John Feskens 87'                                                       |               | 25' Edwin van Ankeren                                                                                         | Van Buuren, Pelleboer |
| 21e speelronde                                                                                                   | PEC Zwolle '82                                                                                                   | 3 - 2 (0 - 0) | FC Den Bosch '67                                                                                              | Opstelling PEC Zwolle '82: |
| 29 januari 1988 Plaats: Zwolle Oosterenkstadion Toeschouwers: 3.000 Scheidsrechter: Roelof Luinge                | Henry Pelleboer 51' Edwin Post 59' Edwin Post 90'                                                                |               | 70' Michel Beukers 72' Hendrie Krüzen                                                                         | Kamstra |
| 22e speelronde                                                                                                   | PEC Zwolle '82                                                                                                   | 0 - 1 (0 - 0) | FC Haarlem | Opstelling PEC Zwolle '82: |
| 5 februari 1988 Plaats: Zwolle Oosterenkstadion Toeschouwers: 2.500 Scheidsrechter: Ignace van Swieten           | |               | 75' Wout Holverda                                                                                             | |
| 23e speelronde                                                                                                   | FC Groningen | 3 - 1 (2 - 1) | PEC Zwolle '82                                                                                                | Opstelling PEC Zwolle '82: |
| 21 februari 1988 Plaats: Groningen Stadion Oosterpark Toeschouwers: 6.994 Scheidsrechter: Jan Keizer             | Foeke Booy 13' Garry Brooke 20' Jos Roossien 70'                                                                 |               | 27' Edwin van Ankeren                                                                                         | |
| 24e speelronde                                                                                                   | PEC Zwolle '82                                                                                                   | 1 - 2 (0 - 0) | AZ | Opstelling PEC Zwolle '82: |
| 26 februari 1988 Plaats: Zwolle Oosterenkstadion Toeschouwers: 1.200 Scheidsrechter: Eltjo Bulthuis              | Mustafa Yücedağ 62'                                                                                              |               | 49' John Roos 70' Tom Krommendijk                                                                             | |
| 25e speelronde                                                                                                   | Roda JC | 2 - 0 (0 - 0) | PEC Zwolle '82                                                                                                | Opstelling PEC Zwolle '82: |
| 6 maart 1988 Plaats: Kerkrade Gemeentelijk Sportpark Kaalheide Toeschouwers: 3.500 Scheidsrechter: Martin Bannet | René Trost 67' Michel Boerebach 87'                                                                              |               | | Kamstra |
| 26e speelronde                                                                                                   | PEC Zwolle '82                                                                                                   | 2 - 1 (2 - 1) | Sparta | Opstelling PEC Zwolle '82: |
| 11 maart 1988 Plaats: Zwolle Oosterenkstadion Toeschouwers: 1.200 Scheidsrechter: Jaap Uilenberg                 | Wilco van Buuren 3' Edwin van Ankeren 19'                                                                        |               | 43' Ron van den Berg                                                                                          | Veldwijk |
| 27e speelronde                                                                                                   | PEC Zwolle '82                                                                                                   | 0 - 6 (0 - 4) | PSV | Opstelling PEC Zwolle '82: |
| 26 maart 1988 Plaats: Zwolle Oosterenkstadion Toeschouwers: 10.000 Scheidsrechter: Cees Bakker                   | |               | 27' Wim Kieft 32' Wim Kieft 33' Eric Viscaal 41' Gerald Vanenburg 83' Eric Gerets 90' Wilco van Buuren (e.d.) | Van Ankeren |
| 28e speelronde                                                                                                   | FC Twente | 3 - 0 (2 - 0) | PEC Zwolle '82                                                                                                | Opstelling PEC Zwolle '82: |
| 2 april 1988 Plaats: Enschede Stadion Het Diekman Toeschouwers: 4.800 Scheidsrechter: Jef van Vliet              | Piet Keur 20' Pieter Huistra 42' Fred Rutten 60'                                                                 |               | | Van Buuren |
| 29e speelronde                                                                                                   | PEC Zwolle '82                                                                                                   | 2 - 2 (1 - 0) | FC Utrecht | Opstelling PEC Zwolle '82: |
| 4 april 1988 Plaats: Zwolle Oosterenkstadion Toeschouwers: 2.500 Scheidsrechter: Jan Dolstra                     | Wilco van Buuren 38' Peter van der Waart 69'                                                                     |               | 75' Johan de Kock 78' (pen) Gerrit Plomp                                                                      | Van Buuren, Kamstra |
| 30e speelronde                                                                                                   | FC Den Haag | 2 - 1 (2 - 1) | PEC Zwolle '82                                                                                                | Opstelling PEC Zwolle '82: |
| 10 april 1988 Plaats: Den Haag Zuiderparkstadion Toeschouwers: 4.000 Scheidsrechter: Chris Verhoef               | Ron de Roode 20' Albert van Oosten 26'                                                                           |               | 16' Peter van der Waart                                                                                       | De Meijer |
| 31e speelronde                                                                                                   | PEC Zwolle '82                                                                                                   | 2 - 0 (1 - 0) | Ajax | Opstelling PEC Zwolle '82: |
| 16 april 1988 Plaats: Zwolle Oosterenkstadion Toeschouwers: 11.000 Scheidsrechter: Niet bekend                   | Peter van der Waart 33' Edwin Duim 50'                                                                           |               | | |
| 32e speelronde                                                                                                   | DS '79 | 2 - 2 (1 - 1) | PEC Zwolle '82                                                                                                | Opstelling PEC Zwolle '82: |
| 22 april 1988 Plaats: Dordrecht Stadion Krommedijk Toeschouwers: 500 Scheidsrechter: John Blankenstein           | Marco Boogers 23' Jaap van der Wiel (pen) 80'                                                                    |               | 3' Edwin Duim 73' Wilco van Buuren                                                                            | Abma, Booy, Kamstra, Veldwijk, Duim, Van Buuren, Yücedağ, Patrick, Pelleboer (61' Post), Van der Waart, Van Ankeren Patrick, Kamstra                 |
| 33e speelronde                                                                                                   | Fortuna Sittard                                                                                                  | 0 - 2 (0 - 1) | PEC Zwolle '82                                                                                                | Opstelling PEC Zwolle '82: |
| 1 mei 1988 Plaats: Sittard De Baandert Toeschouwers: 3.800 Scheidsrechter: Jaap Uilenberg                        | |               | 1' Peter van der Waart 78' Fred Patrick                                                                       | Van der Waart, Abma |
| 34e speelronde                                                                                                   | PEC Zwolle '82                                                                                                   | 0 - 0         | FC Volendam                                                                                                   | Opstelling PEC Zwolle '82: |
| 8 mei 1988 Plaats: Zwolle Oosterenkstadion Toeschouwers: 2.000 Scheidsrechter: Chris Verhoef                     | |               | | |

### KNVB Beker
| 1e ronde                                                                                            | Achilles '29                    | 1 - 4 (0 - 2) | PEC Zwolle '82                                                                          | Opstelling PEC Zwolle '82: |
| 11 oktober 1987 Plaats: Groesbeek Sportpark De Heikant Toeschouwers: 1.250 Scheidsrechter: Ron Metz | Theo ten Westeneind 63'         |               | 13' Peter van der Waart 32' Alex Kamstra 73' Alex Kamstra 83' (pen) Peter van der Waart |                            |
| 2e ronde                                                                                            | FC Den Haag                     | 2 - 0 (1 - 0) | PEC Zwolle '82                                                                          | Opstelling PEC Zwolle '82: |
| 15 november 1987 Plaats: Den Haag Zuiderparkstadion Toeschouwers: 3.500 Scheidsrechter: Jan Hobé    | Remco Boere 13' Frans Danen 72' |               |                                                                                         | Pelleboer, Leusink         |

## Selectie en technische staf

### Selectie 1987/88
| Nr. |                    | Naam                | Competitie | Competitie | Beker   | Beker   | Totaal  | Totaal  | Seizoen | Vorige club     | Debuut           |         |         |         |         |         |         |
| Nr. | W                  | Naam                |            | W          |         | W       |         |         | Seizoen | Vorige club     | Debuut           |         |         |         |         |         |         |
|     |                    | Keepers             | Keepers    | Keepers    | Keepers | Keepers | Keepers | Keepers | Keepers | Keepers         | Keepers          | Keepers | Keepers | Keepers | Keepers | Keepers | Keepers |
| --- | ------------------ | ------------------- | ---------- | ---------- | ------- | ------- | ------- | ------- | ------- | --------------- | ---------------- | ------- | ------- | ------- | ------- | ------- | ------- |
| -   | Vlag van Nederland | Gert Abma           | 33         | 0          | 0       | 0       | 33      | 0       | 2e      | Niet bekend     | 29 maart 1987    |         |         |         |         |         |         |
| -   | Vlag van Nederland | René Grotenhuis     | 2          | 0          | 0       | 0       | 2       | 0       | 1e      | Jeugd           | 6 maart 1988     |         |         |         |         |         |         |
|     |                    | Verdedigers         |            |            |         |         |         |         |         |                 |                  |         |         |         |         |         |         |
| -   | Vlag van Nederland | Wilco van Buuren    | 26         | 5          | 0       | 0       | 26      | 5       | 4e      | Ajax            | 20 februari 1985 |         |         |         |         |         |         |
| -   | Vlag van Nederland | Alex Kamstra        | 20         | 0          | 0       | 2       | 20      | 2       | 6e      | Go Ahead Eagles | 15 augustus 1981 |         |         |         |         |         |         |
| -   | Vlag van Nederland | Fred Leusink        | 29         | 0          | 0       | 0       | 29      | 0       | 4e      | Niet bekend     | 11 mei 1985      |         |         |         |         |         |         |
| -   | Vlag van Nederland | Henry Pelleboer     | 18         | 2          | 0       | 0       | 18      | 2       | 7e      | Niet bekend     | 13 februari 1982 |         |         |         |         |         |         |
| -   | Vlag van Nederland | Frank Veldwijk      | 29         | 0          | 0       | 0       | 29      | 0       | 5e      | Niet bekend     | 20 november 1983 |         |         |         |         |         |         |
|     |                    | Middenvelders       |            |            |         |         |         |         |         |                 |                  |         |         |         |         |         |         |
| -   | Vlag van Nederland | Alex Booy           | 29         | 0          | 0       | 0       | 29      | 0       | 9e      | Hattem          | 20 februari 1980 |         |         |         |         |         |         |
| -   | Vlag van Nederland | Edwin Duim          | 25         | 2          | 0       | 0       | 25      | 2       | 4e      | Jeugd           | 30 maart 1985    |         |         |         |         |         |         |
| -   | Vlag van Nederland | Gert Peter de Gunst | 1          | 0          | 0       | 0       | 1       | 0       | 1e      | Jeugd           | 16 april 1988    |         |         |         |         |         |         |
| -   | Vlag van Nederland | Bert de Meijer      | 24         | 1          | 0       | 0       | 24      | 1       | 1e      | Ajax            | 14 augustus 1987 |         |         |         |         |         |         |
| -   | Vlag van Suriname  | Fred Patrick        | 19         | 2          | 0       | 0       | 19      | 2       | 1e      | AZ              | 14 augustus 1987 |         |         |         |         |         |         |
| -   | Vlag van Turkije   | Mustafa Yücedağ     | 34         | 7          | 0       | 0       | 34      | 7       | 2e      | Ajax            | 17 augustus 1986 |         |         |         |         |         |         |
|     |                    | Aanvallers          |            |            |         |         |         |         |         |                 |                  |         |         |         |         |         |         |
| -   | Vlag van Nederland | Edwin van Ankeren   | 28         | 6          | 0       | 0       | 28      | 6       | 3e      | SV Lelystad '67 | 1984             |         |         |         |         |         |         |
| -   | Vlag van Nederland | Harry Buisman       | 15         | 1          | 0       | 0       | 15      | 1       | 1e      | Jeugd           | 14 augustus 1987 |         |         |         |         |         |         |
| -   | Vlag van Nederland | Jerry Cooke         | 24         | 1          | 0       | 0       | 24      | 1       | 1e      | De Graafschap   | 14 augustus 1987 |         |         |         |         |         |         |
| -   | Vlag van Nederland | Michel van Oostrum  | 0          | 0          | 0       | 0       | 0       | 0       | 1e      | Ajax            | -                |         |         |         |         |         |         |
| -   | Vlag van Nederland | Edwin Post          | 12         | 2          | 0       | 0       | 12      | 2       | 1e      | DWV             | 29 augustus 1987 |         |         |         |         |         |         |
| -   | Vlag van Nederland | Henny Verschoor     | 6          | 0          | 0       | 0       | 6       | 0       | 2e      | DS '79          | 17 augustus 1986 |         |         |         |         |         |         |
| -   | Vlag van Nederland | Peter van der Waart | 31         | 11         | 0       | 2       | 31      | 13      | 1e      | FC Utrecht      | 14 augustus 1987 |         |         |         |         |         |         |
| Nr. |                    | Naam                | W          |            | W       |         | W       |         | Seizoen | Vorige club     | Debuut           |         |         |         |         |         |         |
| Nr. | Competitie         | Competitie          | Beker      | Beker      | Totaal  | Totaal  |         |         | Seizoen | Vorige club     | Debuut           |         |         |         |         |         |         |

### Technische staf
| Naam         | Functie             | Bijzonderheid    |
| ------------ | ------------------- | ---------------- |
| Co Adriaanse | Hoofdtrainer        | Tot 23 januari   |
| Ben Hendriks | Hoofdtrainer (a.i.) | Vanaf 24 januari |

## Statistieken PEC Zwolle '82 1987/1988

### Eindstand PEC Zwolle '82 in de Nederlandse Eredivisie 1987 / 1988
| Stand | Gespeeld | Gewonnen | Gelijk | Verloren | Punten | Doelpunten voor | Doelpunten tegen | Gele kaarten | Rode kaarten |
| ----- | -------- | -------- | ------ | -------- | ------ | --------------- | ---------------- | ------------ | ------------ |
| 13e   | 34       | 10       | 9      | 15       | 29     | 40              | 64               | 26           | 1            |

### Topscorers
| #      | Naam                | Goal |
| ------ | ------------------- | ---- |
| 1.     | Peter van der Waart | 11   |
| 2.     | Mustafa Yücedağ     | 7    |
| 3.     | Edwin van Ankeren   | 6    |
| 4.     | Wilco van Buuren    | 5    |
| 5.     | Edwin Duim          | 2    |
| 5.     | Fred Patrick        | 2    |
| 5.     | Henry Pelleboer     | 2    |
| 5.     | Edwin Post          | 2    |
| 9.     | Harry Buisman       | 1    |
| 9.     | Jerry Cooke         | 1    |
| 9.     | Bert de Meijer      | 1    |
| Totaal | Totaal              | 40   |

| #      | Naam                | Goal |
| ------ | ------------------- | ---- |
| 1.     | Alex Kamstra        | 2    |
| 1.     | Peter van der Waart | 2    |
| Totaal | Totaal              | 4    |

### Kaarten
| #      | Naam                |    |
| ------ | ------------------- | -- |
| 1.     | Alex Kamstra        | 6  |
| 2.     | Wilco van Buuren    | 5  |
| 3.     | Bert de Meijer      | 3  |
| 3.     | Peter van der Waart | 3  |
| 4.     | Gert Abma           | 2  |
| 4.     | Edwin van Ankeren   | 2  |
| 4.     | Frank Veldwijk      | 2  |
| 5.     | Fred Leusink        | 1  |
| 5.     | Fred Patrick        | 1  |
| 5.     | Henry Pelleboer     | 1  |
| Totaal | Totaal              | 26 |

| #      | Naam           |   |
| ------ | -------------- | - |
| 1.     | Frank Veldwijk | 1 |
| Totaal | Totaal         | 1 |

| #      | Naam        |   |
| ------ | ----------- | - |
| –      | Geen speler | 0 |
| Totaal | Totaal      | 0 |

### Punten per speelronde
| Speelronde | 1 | 2 | 3 | 4 | 5 | 6 | 7 | 8 | 9 | 10 | 11 | 12 | 13 | 14 | 15 | 16 | 17 | 18 | 19 | 20 | 21 | 22 | 23 | 24 | 25 | 26 | 27 | 28 | 29 | 30 | 31 | 32 | 33 | 34 |
| ---------- | - | - | - | - | - | - | - | - | - | -- | -- | -- | -- | -- | -- | -- | -- | -- | -- | -- | -- | -- | -- | -- | -- | -- | -- | -- | -- | -- | -- | -- | -- | -- |
| Punten     | 2 | 2 | 0 | 1 | 2 | 2 | 1 | 0 | 1 | 2  | 0  | 0  | 1  | 2  | 0  | 1  | 0  | 0  | 1  | 0  | 2  | 0  | 0  | 0  | 0  | 2  | 0  | 0  | 1  | 2  | 0  | 1  | 2  | 1  |

### Punten na speelronde
| Speelronde | 1 | 2 | 3 | 4 | 5 | 6 | 7  | 8  | 9  | 10 | 11 | 12 | 13 | 14 | 15 | 16 | 17 | 18 | 19 | 20 | 21 | 22 | 23 | 24 | 25 | 26 | 27 | 28 | 29 | 30 | 31 | 32 | 33 | 34 |
| ---------- | - | - | - | - | - | - | -- | -- | -- | -- | -- | -- | -- | -- | -- | -- | -- | -- | -- | -- | -- | -- | -- | -- | -- | -- | -- | -- | -- | -- | -- | -- | -- | -- |
| Punten     | 2 | 4 | 4 | 5 | 7 | 9 | 10 | 10 | 11 | 13 | 13 | 13 | 14 | 16 | 16 | 17 | 17 | 17 | 18 | 18 | 20 | 20 | 20 | 20 | 20 | 22 | 22 | 22 | 23 | 25 | 25 | 26 | 28 | 29 |

### Stand na speelronde
| Speelronde | 1  | 2  | 3  | 4  | 5  | 6  | 7  | 8  | 9  | 10 | 11 | 12 | 13 | 14 | 15 | 16 | 17 | 18  | 19  | 20  | 21  | 22  | 23  | 24  | 25  | 26  | 27  | 28  | 29  | 30  | 31  | 32  | 33  | 34  |
| ---------- | -- | -- | -- | -- | -- | -- | -- | -- | -- | -- | -- | -- | -- | -- | -- | -- | -- | --- | --- | --- | --- | --- | --- | --- | --- | --- | --- | --- | --- | --- | --- | --- | --- | --- |
| Stand      | 1e | 4e | 5e | 4e | 2e | 2e | 2e | 4e | 6e | 2e | 4e | 5e | 5e | 5e | 5e | 5e | 9e | 11e | 11e | 12e | 10e | 10e | 11e | 12e | 13e | 13e | 14e | 15e | 16e | 16e | 15e | 16e | 13e | 13e |

### Doelpunten per speelronde
| Speelronde | 1 | 2 | 3 | 4 | 5 | 6 | 7 | 8 | 9 | 10 | 11 | 12 | 13 | 14 | 15 | 16 | 17 | 18 | 19 | 20 | 21 | 22 | 23 | 24 | 25 | 26 | 27 | 28 | 29 | 30 | 31 | 32 | 33 | 34 | Totaal |
| ---------- | - | - | - | - | - | - | - | - | - | -- | -- | -- | -- | -- | -- | -- | -- | -- | -- | -- | -- | -- | -- | -- | -- | -- | -- | -- | -- | -- | -- | -- | -- | -- | ------ |
| Doelpunten | 2 | 1 | 1 | 1 | 2 | 1 | 2 | 0 | 0 | 2  | 1  | 1  | 2  | 1  | 4  | 0  | 1  | 0  | 1  | 1  | 3  | 0  | 1  | 1  | 0  | 2  | 0  | 0  | 2  | 1  | 2  | 2  | 2  | 0  | 40     |